# 세계수도 게르마니아

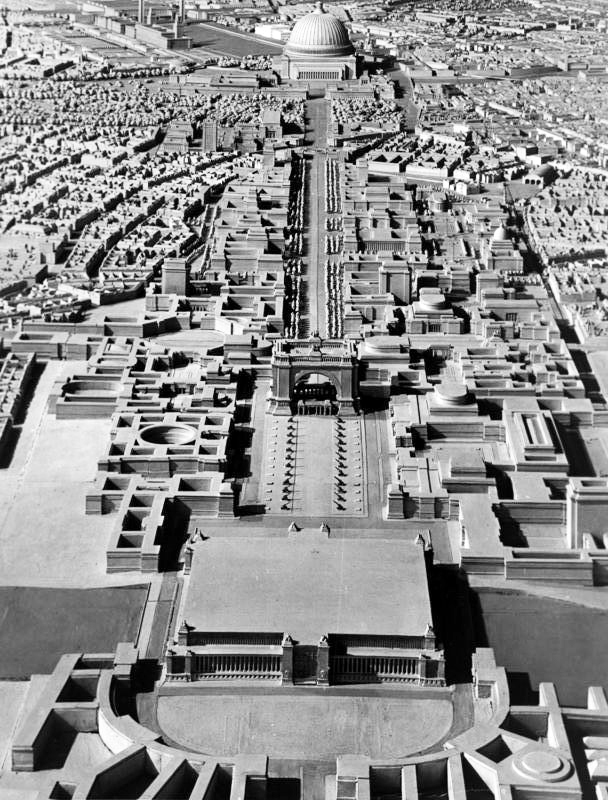
아돌프
히틀러가 알베르트 슈페어의 설계를 통해 구상했던 세계수도 게르마니아의 모형으로, 북쪽의 국민대회당 방향이 비춰져 있다.

세계수도 게르마니아(Welthauptstadt Germania 벨트하우프트슈타트 게르마니아[*])는 대게르만국의 수도가 될 예정이였던 도시이다. 나치 독일 시기 아돌프 히틀러가 구상해 제2차 세계 대전의 승리 후에 진행될 예정이었던 베를린 재건축 계획에 붙여졌던 이름이다. "제3제국 제일의 건축가" 알베르트 슈페어는 프로젝트를 총괄하면서 범위 안의 여러 재건축 계획을 수립했으며, 1937년부터 1943년까지의 공사 기간 동안 이 중 적은 수의 건축물들만이 완공되었다.
소련 침공(바르바로사 작전) 초기인 1941년 6월, 히틀러는 1945년까지 제2차 세계 대전에서 승리할 것으로 예상하고, 세계수도 게르마니아 건설을 마친 후 베를린에서 1950년 세계 박람회를 열기로 계획했다.
샤를로텐부르거 쇼세(Charlottenburger Chaussee, 현재의 6월 17일 거리)를 넓히고, 원래 국가의회 의사당에 있던 베를린 전승기념탑을 그 가운데로 옮겨서 만들어진 도심의 동서 축을 이루는 대로 등의 몇몇 프로젝트들이 완성되었다. 하지만, 국민대회당 건설 계획 등의 다른 것들은 개전과 함께 무기한 연기되었다. 그럼에도 불구하고 공사 예정지의 수많은 건물들이 철거되었고, 계획은 패전과 함께 중단되었다.

## 명칭
"Welthauptstadt Germania"라는 명칭은 알베르트 슈페어의 1969년 자서전 《기억: 제3제국의 중심에서》에서 등장한다. 이 명칭은 독일의 공문서나 히틀러의 언급에도 등장한 적이 없지만, 곧 당대의 "제국수도 종합건설계획(Gesamtbauplan für die Reichshauptstadt)"과 동의어로 쓰이게 되었다.
히틀러는 1942년 3월 11일 늑대소굴에서 세계수도(Welthauptstadt)라는 명칭을 사용했다:
"세계수도로서의 베를린은 고대 이집트, 바빌론, 그리고 로마와만 비교될 수 있다! 그것과 비교하면 런던은 무엇이고, 파리는 무엇이란 말인가!"— 베르너 요흐만(Werner Jochmann): 아돌프 히틀러 인용. Monologe im Führerhauptquartier 1941–1944, p. 318. 뮌헨, 1980년.

'세계수도'라는 명칭은 당시 베를린의 건축이 너무 고루하다고 느껴졌기에, 베를린 건축의 질을 런던, 파리, 로마 등의 다른 '세계수도'들 이상으로 끌어올려야 할 필요가 있었기 때문에 붙여졌던 것이다.
그 3달 후인 1942년 6월 8일 히틀러는 사석에서 신질서 하의 대게르만국의 명확한 중심을 잡기 위해 재건축 이후 베를린을 게르마니아(Germania)로 개칭하는 안에 대해 언급했다:
"바이에른과 프로이센의 사람들이 비스마르크의 독일 개념에 감명받아야 하듯, 유럽 대륙의 게르만 민족들 또한 계획에 따라 게르만 개념으로 나아가야 한다. 그(히틀러)는 이 임무에 추진력을 갖기 위해 제국 수도 베를린을 '게르마니아'로 개칭하는 것도 좋다고 생각한다. 제국 수도에게 게르마니아라는 명칭은 정말로 합당한데, 예를 들어 게르만 민족의 중추에 해당하는 이들이 얼마나 멀리 흩어질지 생각해 봤을 때, 이런 수도는 통합의 느낌을 심어줄 것이다."— 안드레아스 힐그루버(Andreas Hillgruber). Hitlers Tischgespräche im Führerhauptquartier 1941–1942, p. 182. 뮌헨, 1968년.

## 계획된 기념비적 건축물들

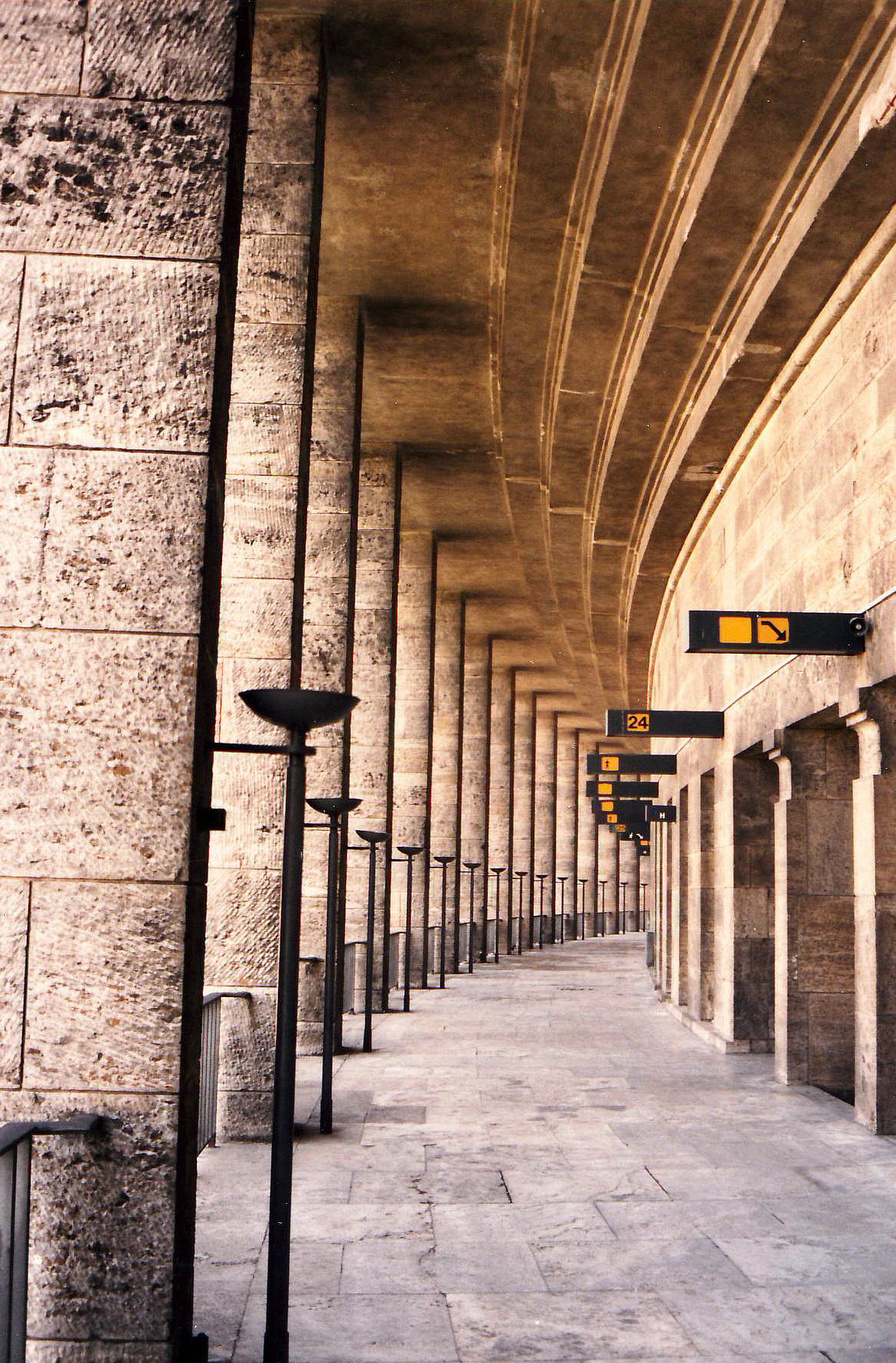
전쟁 이전의 모습이 남아 있는 베를린 올림픽 스타디움

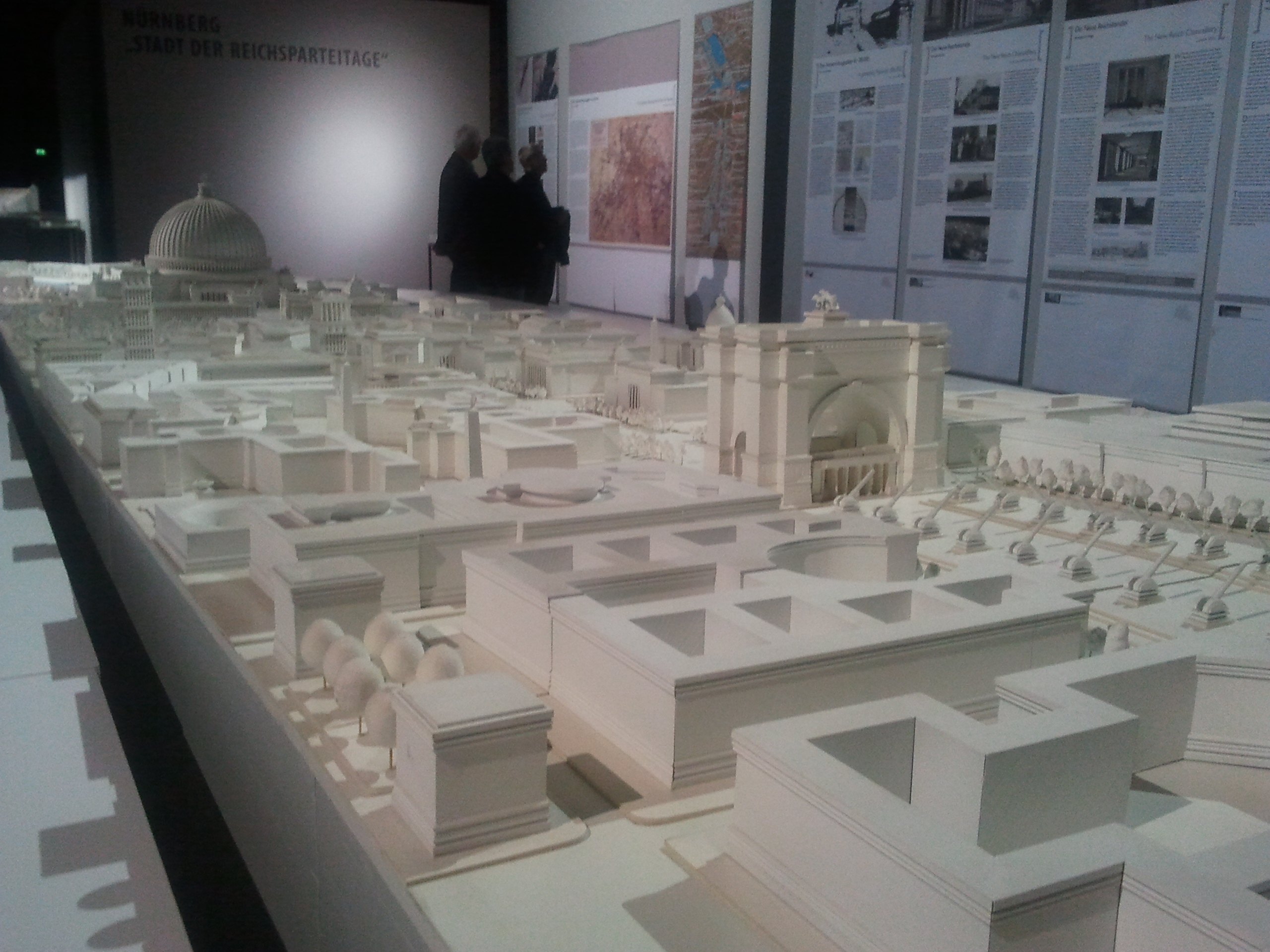
세계수도 게르마니아 모형

이 계획은 1936년 하계 올림픽을 위해 건설되어 나치 정권 수립을 홍보하는 베를린 올림픽 스타디움으로 첫 삽을 떴다. 40만 관중을 수용 가능한 도이체스 슈타디온(Deutsches Stadion)도 뉘른베르크 전당 대회장 근처에 건설이 예정되었지만, 기초 공사만 이루어진 채 폴란드 침공 이후 방치되었다. 이 경기장이 완공되었다면, 현재까지도 세계 최대의 경기장으로 남아 있을 것이다.
슈페어는 국가수상부 신청사도 설계했는데, 청사에는 베르사유궁 거울의 방의 두 배 길이의 대형 홀이 있었다. 히틀러는 심지어 더 큰 제3청사를 건설하길 원했지만, 이는 착공되지 않았다. 국가수상부 신청사는 1945년에 붉은 군대에 의해 파괴되었다.
위 건축물들 이외의 다른 계획안들은 건설되지 않았다.

### 장관 대로
베를린은 중심부의 5km 길이의 "장관 대로(Prachtallee)"를 따라 재정비될 예정이었다. 이 대로는 남쪽의 브란덴부르크 문 인근 교차로부터 티어가튼을 통과해 베를린 템펠호프 공항 서쪽까지 이어질 것이었다. 이 새로운 남북 축은 열병식장으로 쓰여 교통이 통제될 것이었다. 차량 통행은 대로 아래의 지하 도로로 돌려질 것이었다; 이 터널의 일부가 건설되어 현재까지 남아 있다.
계획된 남북 축이 구 안할트역과 포츠담역의 철로를 관통하게 되자, 역들의 문을 닫고 두 곳의 새 역들을 지어야 했다. 이 역사들은 베를린 S반 순환선에서 각각 베딩(Wedding)의 북역(Nordbahnhof)과 더 큰 규모의 템펠호프쇠네베르크의 남역(Südbahnhof)으로 건설될 것이었다. 폐역된 안할트역은 수영장으로 만들어질 것이었다 - 제2차 세계 대전 이후 1958년 모스크바에서, 이오시프 스탈린의 미완성된 소비에트 궁전 건설 부지는 실제로 이렇게 되었다.

### 대광장
대로의 북쪽 끝 쾨니히스플라츠(Königsplatz, 현재의 공화국 광장) 자리에는 대략 35만 제곱미터 면적의 "대광장(Großer Platz)"이 위치할 것이었다. 이 광장은 서쪽의 구 크롤 오페라 하우스(Krolloper) 부지에 총통 궁전을 두고, 동쪽에 국가의회 의사당을 두고, 남쪽의 장관 대로에서 이어지는 입구의 양쪽에 국가수상부 제3청사와 독일 국방군 최고사령부를 두어 가장 거대한 건축물들로 둘러싸일 예정이었다. 슈프레강과 접한 광장 북쪽에, 슈페어는 신 베를린의 중심으로서, 히틀러가 직접 설계한 거대한 돔형 건축물인, "국민대회당(Volkshalle)" 건설을 계획했다. 이것이 건설되었다면 현재까지도 세계 최대의 단일 실내 공간으로 남아 있을 것이다. 공사 시작 이전에 개전이 닥쳤음에도, 부지가 확보되었으며, 토목 공사가 이루어졌다. 건축물은 높이 200미터에 직경 250미터로, 성 베드로 대성당 돔의 16배 크기가 되었을 것이다.

### 제1차 세계 대전 개선문
대로의 남쪽 끝에는 파리의 에투알 개선문을 모델로 한 개선문이 역시 훨씬 큰 규모로 세워질 것이었다; 수백 미터 높이가 될 것이었고, 에투알 개선문(당시 최대의 개선문)이 아치 안에 들어갈 수 있는 수준의 규모가 되었을 것이다. 1939년 제2차 세계 대전 개전으로 전략물자 확보를 위해 건설이 전쟁 이후로 연기되었다.

## 공사

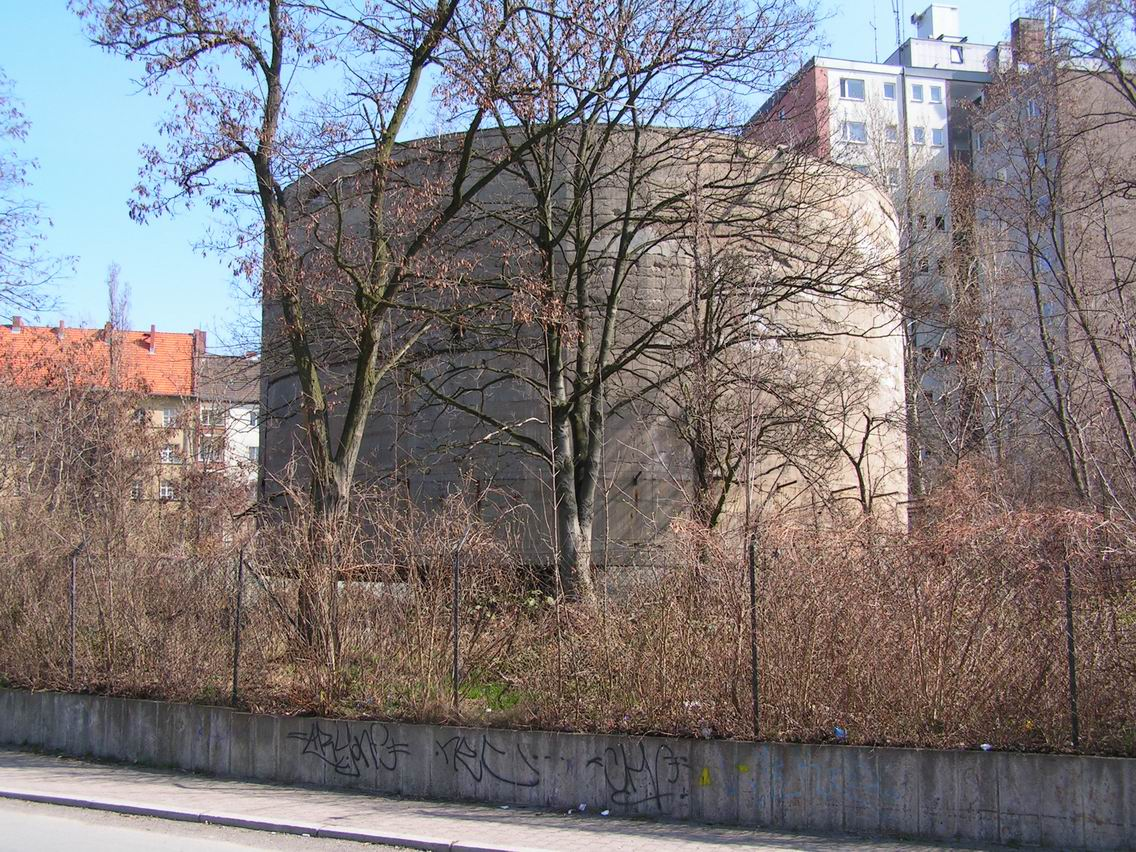
초중량내구체는 베를린의 단단하지 않은 지반이 개선문의 중량을 지지할 수 있는지 실험하기 위해 지어졌다.

당시 늪지대인 베를린의 땅이 계획안의 중량을 감당할 수 있을지에 대해 의문이 있었고, 이는 현재에도 개선문 부지 인근에 존재하는 실험용 구조물(Schwerbelastungkorper, 초중량내구체) 공사로 이어졌다. 이것은 건축가들이 지반이 어느 정도의 중량을 지지할 수 있는지 실험하는 데 사용되는 콘크리트 구조물이다. 장비를 이용해 구조물이 지반으로 얼마나 가라앉는지 측정했다. 구조물은 허용 가능한 최대치인 6cm를 넘어 3년 동안 18cm를 가라앉았다. 거대 구조물을 통해 측정한 결과, 추가 공사 없이 지반이 건축물들을 지탱하는 것은 불가능했다. 개선문은 인근에 건설될 것이었지만, 기반 시설을 관통하는 대로의 대체 부지는 확보하기 어려웠다. 구조물 위에는 다리를 지어 구조물을 덮을 계획이었다.

## 같이 보기
- 나치 건축물
- 당신들의 조국
- 높은 성의 사나이 (드라마)